# Every little thing every precious thing
『every little thing every precious thing』（エヴリ・リトル・シング エヴリ・プレシャス・シング）は、1996年7月1日に発売されたLINDBERG通算25枚目のシングル。

## 解説
日本を代表する陸上競技（短距離走）の選手だった高野進（現在は東海大学陸上競技部監督・日本陸上競技連盟理事）は、東京都の国立霞ヶ丘陸上競技場（旧国立競技場）で開催された1991年世界陸上選手権の男子400mに出場すると、日本人選手としては（夏季オリンピックを含む）世界規模の陸上競技大会の同種目で初めて決勝へ進出。決勝のレースを7位で終えた直後の高野に対して、妻が「私が彼に金メダルをあげたい」というねぎらいの言葉を掛けた。ボーカルの渡瀬マキがそのやり取りを収めた映像に感動したことがきっかけで、楽曲の誕生に至った。
2000年代中盤以降、阪神タイガースの抑え投手である藤川球児が登場曲として用いたことで、本曲は野球ファンを中心に広く知られている。藤川は、高知市立高知商業高等学校時代から交際していた女性と、阪神への入団2年目（2000年）に結婚。この曲が妻の愛聴曲で、交際中からの思い出と重なることを踏まえて、「観客やファンにどうしたら自分を表現できるか?」と熟考した末に登場曲に採用したという。
この曲が1996年7月1日のリリース後に再び注目されたのは、「火の玉ストレート」と形容される豪速球を武器に、藤川が2004年のシーズン途中から「勝利の方程式」の一角を担う救援投手（セットアッパー→クローザー）として一軍に定着したことによる。阪神の主催試合では、藤川登板のアナウンスが球場内へ流れるたびに、観衆の阪神ファンがメガホンを左右に振りながらこの曲を歌うようになった。それほどまでに高い人気を受けて、インペリアルレコード（テイチクエンタテインメントのJ-POP専用レーベル）では、2007年8月1日に再発盤シングルを発売。発売初週に3,629枚を売り上げた結果、当該週のオリコンチャートで38位を記録した。再発盤には、オリジナル盤の音源にデジタルリマスタリング処理を施す一方で、藤川が阪神のユニフォーム姿で主催試合に登板した際の写真をジャケットに採用している。
ちなみに渡瀬は、『HEROたちの音色』（2007年4月1日に読売テレビで放送された特別番組）の企画で、同年3月14日に阪神の本拠地・阪神甲子園球場で藤川と初めて対面。「投手交代の場内アナウンスに続いてこの曲が流れ始めてからブルペンを出る」というルーティンがあることや、ある歌詞に差し掛かったところで気力を一気に高めることなどを藤川から聞き出している。さらに、同年8月29日には、甲子園球場で対広島東洋カープ戦を観戦。藤川がブルペンからマウンドへ向かうまでの間に、11年前（1996年）に発表した自身の曲が数万人の阪神ファンによる大合唱とともに場内へ響き渡る光景を前に、感激の涙を流した。
その一方で、藤川は2020年シーズン限りで現役を引退することを、同年8月31日に阪神球団を通じて発表。翌9月1日に臨んだ引退記者会見の模様を伝えた番組では、「sports23」（TBSテレビ『news23』内のスポーツコーナー）や「せやねん!スポーツ」（MBSテレビ『せやねん!』のスポーツコーナーで藤川も随時出演）などで、この曲をBGMに用いている。また、会見の翌日（9月2日）に甲子園球場の対東京ヤクルトスワローズ戦で先発予定だったチームメイト（当時）のオネルキ・ガルシアは、藤川への敬意を込めたサプライズ企画として、同日の試合の登場曲にこの曲を採用。かつて阪神で藤川のチームメイトだった大和（横浜DeNAベイスターズ内野手）も、藤川が帯同していた11月1日のDeNA対阪神戦（横浜スタジアム）2回裏の第1打席でこの曲を登場曲に使用した。さらに、阪神球団が11月10日の対読売ジャイアンツ戦（甲子園）後に催した藤川の引退セレモニーでは、この曲を場内で繰り返し放送。渡瀬自身も、藤川が中学2年時に書いた作文「僕の野球への思い」を朗読した後に、グラウンド上で藤川へ花束を贈った。
ちなみに、テイチクエンタテイメントのYouTube公式サイトで2019年12月14日から無料で配信されているミュージックビデオは、藤川の引退発表の直後から再生回数が大幅に増加。発表後の2日間だけで5万回を超えた ばかりか、コメント欄の大半も藤川に関するコメントで占められている。

## 収録曲
1. every little thing every precious thing
作詞：渡瀬マキ　作曲：川添智久　編曲：LINDBERG・神長弘一・井上龍仁・佐藤準（ストリングス・アレンジ）
  - 日本テレビ系『第16回全国高等学校クイズ選手権』エンディングテーマ曲
  - パナソニック（松下電器産業）「ハイビジョンヨコヅナ」CF曲
  - 藤川球児が投手として阪神タイガースへ在籍していた時期の登場曲
2. アジサイ
作詞：渡瀬マキ　作曲：平川達也　編曲：LINDBERG・須貝幸生・井上龍仁
アルバム“LINDBERG IX”にリミックス版で収録
3. every little thing every precious thing（カラオケ）

## スタッフ／スタジオ
プロデュース：月光恵亮

## 楽曲の収録アルバム
- LINDBERG IX[脚注 2]
- BEST -FLIGHT RECORDER III-
- BEST OF SINGLES
- WORKS -COMPOSER'S BEST-
- FINAL BEST
- Supporter's songs
- SUPER BEST
- BEST FLIGHT
- LINDBERG XX[脚注 3]
- LINDBERG★BEST
- LINDBERG 25th Anniversary 感謝祭 〜これからもよろちくね〜